# Wahlkreis Treptow-Köpenick 4
Der Wahlkreis Treptow-Köpenick 4 ist ein Abgeordnetenhauswahlkreis in Berlin. Er gehört zum Wahlkreisverband Treptow-Köpenick und umfasst seit der Abgeordnetenhauswahl 2006 die Gebiete Dammvorstadt, Köllnische Vorstadt/Spindlersfeld, Bohnsdorf, Grünau und Schmöckwitz.

## Abgeordnetenhauswahl 2023
Bei der Wahl zum Abgeordnetenhaus von Berlin 2023 traten folgende Kandidaten an:
| Name                              | Partei           | Anteil der Erststimmen | Anteil der Zweitstimmen |
| --------------------------------- | ---------------- | ---------------------- | ----------------------- |
| Lisa Knack                        | CDU              | 27,2 %                 | 28,4 %                  |
| Robert Schaddach                  | SPD              | 23,6 %                 | 17,9 %                  |
| André Schubert                    | Die Linke        | 14,0 %                 | 14,5 %                  |
| Andreas Klupsch                   | AfD              | 13,8 %                 | 13,9 %                  |
| Willi Junga                       | Grüne            | 10,1 %                 | 11,1 %                  |
| Jeanot Franke                     | FDP              | 03,6 %                 | 04,3 %                  |
| Stefan Moritz                     | Tierschutzpartei | 03,4 %                 | 02,7 %                  |
| Marek Bauer                       | Die PARTEI       | 02,2 %                 | 01,5 %                  |
| Corneli Flader                    | Freie Wähler     | 01,2 %                 | 00,5 %                  |
| Andreas Ballenthin                | dieBasis         | 00,6 %                 | 00,5 %                  |
| Fritz Liebenow                    | NPD              | 00,3 %                 | 00,3 %                  |
| Michael Meide                     | LKR              | 00,1 %                 | 00,0 %                  |
| –                                 | Sonstige         | –                      | 04,4 %                  |
| Wahlberechtigte: 36.304 Einwohner |                  |                        |                         |
| Wahlbeteiligung: 65,3 %           |                  |                        |                         |

## Abgeordnetenhauswahl 2021
Bei der Wahl zum Abgeordnetenhaus von Berlin 2021 traten folgende Kandidaten an:
| Name                              | Partei           | Anteil der Erststimmen | Anteil der Zweitstimmen |
| --------------------------------- | ---------------- | ---------------------- | ----------------------- |
| Robert Schaddach                  | SPD              | 26,6 %                 | 21,4 %                  |
| André Schubert                    | Die Linke        | 16,7 %                 | 17,3 %                  |
| Lisa Knack                        | CDU              | 15,4 %                 | 15,8 %                  |
| Andreas Klupsch                   | AfD              | 11,9 %                 | 12,0 %                  |
| Willi Junga                       | Grüne            | 11,5 %                 | 12,1 %                  |
| Jeanot Franke                     | FDP              | 06,9 %                 | 07,9 %                  |
| Stefan Moritz                     | Tierschutzpartei | 03,5 %                 | 02,5 %                  |
| Marek Bauer                       | Die PARTEI       | 02,7 %                 | 02,0 %                  |
| Corneli Flader                    | Freie Wähler     | 02,3 %                 | 01,4 %                  |
| Andreas Ballenthin                | dieBasis         | 01,8 %                 | 01,4 %                  |
| Fritz Liebenow                    | NPD              | 00,3 %                 | 00,3 %                  |
| Michael Meide                     | LKR              | 00,3 %                 | 00,2 %                  |
| –                                 | Die Grauen       | –                      | 01,0 %                  |
| –                                 | Sonstige         | –                      | 04,7 %                  |
| Wahlberechtigte: 35.773 Einwohner |                  |                        |                         |
| Wahlbeteiligung: 77,9 %           |                  |                        |                         |

## Abgeordnetenhauswahl 2016
Bei der Wahl zum Abgeordnetenhaus von Berlin 2016 traten folgende Kandidaten an:
| Name                    | Partei           | Anteil der Erststimmen | Anteil der Zweitstimmen |
| ----------------------- | ---------------- | ---------------------- | ----------------------- |
| Robert Schaddach        | SPD              | 27,0 %                 | 20,2 %                  |
| André Schubert          | Die Linke        | 22,8 %                 | 21,7 %                  |
| Karl Rößler             | AfD              | 21,6 %                 | 21,2 %                  |
| Wolfgang Knack          | CDU              | 15,5 %                 | 14,2 %                  |
| Sarah Kutscher          | Grüne            | 08,2 %                 | 07,8 %                  |
| André Lefeber           | Piraten          | 02,3 %                 | 01,3 %                  |
| ?                       | Pro Deutschland  | 01,3 %                 | 00,7 %                  |
| ?                       | NPD              | 01,2 %                 | 01,2 %                  |
| –                       | FDP              | 0–                     | 04,9 %                  |
| –                       | Tierschutzpartei | 0–                     | 02,0 %                  |
| –                       | Die PARTEI       | 0–                     | 02,0 %                  |
| –                       | Graue Panther    | 0–                     | 01,2 %                  |
| –                       | Sonstige         | 0–                     | 01,6 %                  |
| Wahlberechtigte: 34.088 |                  |                        |                         |
| Wahlbeteiligung: 69,5 % |                  |                        |                         |

## Abgeordnetenhauswahl 2011
Bei der Wahl zum Abgeordnetenhaus von Berlin 2011 traten folgende Kandidaten an:
| Name                              | Partei                           | Anteil der Erststimmen | Anteil der Zweitstimmen |
| --------------------------------- | -------------------------------- | ---------------------- | ----------------------- |
| Robert Schaddach                  | SPD                              | 33,0 %                 | 27,7 %                  |
| Minka Dott                        | Die Linke                        | 26,5 %                 | 22,6 %                  |
| Wolfgang Knack                    | CDU                              | 19,0 %                 | 17,1 %                  |
| Claudia Schlaak                   | Grüne                            | 11,7 %                 | 10,4 %                  |
| ?                                 | NPD                              | 05,4 %                 | 04,4 %                  |
| ?                                 | pro Deutschland                  | 03,6 %                 | 01,5 %                  |
| ?                                 | Partei soziale Mitte Deutschland | 01,0 %                 | 0–                      |
| –                                 | Piraten                          | –                      | 09,3 %                  |
| –                                 | Tierschutzpartei                 | –                      | 01,7 %                  |
| –                                 | FDP                              | 0–                     | 01,4 %                  |
| –                                 | Familien-Partei                  | 0–                     | 01,2 %                  |
| –                                 | Die Freiheit                     | –                      | 01,2 %                  |
| –                                 | Sonstige                         | –                      | 01,5 %                  |
| Wahlberechtigte: 32.943 Einwohner |                                  |                        |                         |
| Wahlbeteiligung: 61,1 %           |                                  |                        |                         |

## Abgeordnetenhauswahl 2006
Bei der Wahl zum Abgeordnetenhaus von Berlin 2006 traten folgende Kandidaten an:
| Name                              | Partei    | Anteil der Erststimmen |
| --------------------------------- | --------- | ---------------------- |
| Robert Schaddach                  | SPD       | 32,8 %                 |
| Minka Dott                        | Die Linke | 29,3 %                 |
| Margit Görsch                     | CDU       | 15,1 %                 |
| Marcus Worm                       | Grüne     | 06,2 %                 |
| Ralf Henze                        | FDP       | 05,7 %                 |
| Udo Voigt                         | NPD       | 05,4 %                 |
| Gerd Kostrzew                     | WASG      | 04,3 %                 |
| Marlit Dietrich                   | BüSo      | 01,2 %                 |
| Wahlberechtigte: 32.086 Einwohner |           |                        |
| Wahlbeteiligung: 58,1 %           |           |                        |

## Abgeordnetenhauswahl 2001
Der Wahlkreis Treptow-Köpenick 4 umfasste zur Abgeordnetenhauswahl am 21. Oktober 2001 die Gebiete Oberschöneweide, Spindlersfeld, Köllnische Vorstadt, Grünau, Karolinenhof, Schmöckwitz und Rauchfangswerder. Es traten folgende Kandidaten an:
| Name                              | Partei         | Anteil der Erststimmen |
| --------------------------------- | -------------- | ---------------------- |
| Minka Dott                        | PDS            | 39,9 %                 |
| Erik Schulz                       | SPD            | 29,7 %                 |
| Ralf Henze                        | CDU            | 14,3 %                 |
| Joachim Draebert                  | STATT Partei   | 05,8 %                 |
| Jörn Priemer                      | FDP            | 05,0 %                 |
| Peter Leiß                        | Grüne          | 03,3 %                 |
| Wolfgang Köhler                   | WBK            | 01,0 %                 |
| Josef Lange                       | Einzelbewerber | 01,0 %                 |
| Wahlberechtigte: 27.660 Einwohner |                |                        |
| Wahlbeteiligung: 64,1 %           |                |                        |

## Abgeordnetenhauswahl 1999
Der Wahlkreis Köpenick 1 umfasste zur Abgeordnetenhauswahl am 10. Oktober 1999 die Gebiete Oberschöneweide, Spindlersfeld, Köllnische Vorstadt, Grünau, Karolinenhof, Schmöckwitz und Rauchfangswerder. Es traten folgende Kandidaten an:
| Name                              | Partei         | Anteil der Erststimmen |
| --------------------------------- | -------------- | ---------------------- |
| Minka Dott                        | PDS            | 38,0 %                 |
| Ralf Henze                        | CDU            | 29,8 %                 |
| Jürgen Radebold                   | SPD            | 24,6 %                 |
| Holger Schindler                  | Grüne          | 03,9 %                 |
| Josef Lange                       | Einzelbewerber | 02,4 %                 |
| Jörn Priemer                      | FDP            | 01,2 %                 |
| Wahlberechtigte: 32.053 Einwohner |                |                        |
| Wahlbeteiligung: 62,5 %           |                |                        |

## Abgeordnetenhauswahl 1995
Der Wahlkreis Köpenick 1 umfasste zur Abgeordnetenhauswahl am 22. Oktober 1995 die Gebiete Oberschöneweide, Spindlersfeld, Köllnische Vorstadt, Grünau, Karolinenhof, Schmöckwitz und Rauchfangswerder. Minka Dott (PDS) erhielt in diesem Wahlkreis die meisten Erststimmen.

## Bisherige Abgeordnete
Direkt gewählte Abgeordnete des Wahlkreises Treptow-Köpenick 4 (bis 1999: Köpenick 1):
| Jahr | Name             | Partei | Anteil der Erststimmen |
| ---- | ---------------- | ------ | ---------------------- |
| 2023 | Lisa Knack       | CDU    | 27,2 %                 |
| 2021 | Robert Schaddach | SPD    | 26,6 %                 |
| 2016 | Robert Schaddach | SPD    | 27,0 %                 |
| 2011 | Robert Schaddach | SPD    | 33,0 %                 |
| 2006 | Robert Schaddach | SPD    | 32,8 %                 |
| 2001 | Minka Dott       | PDS    | 39,9 %                 |
| 1999 | Minka Dott       | PDS    | 38,0 %                 |
| 1995 | Minka Dott       | PDS    | 31,9 %                 |